# شهرستان لونی
شهرستان لونی (به چکی: Louny District) یک شهرستان در جمهوری چک است که در استان اوستی ناد لابم واقع شده‌است. شهرستان لونی ۱٬۱۱۷٫۶۵ کیلومتر مربع مساحت و ۸۸٬۲۴۷ نفر جمعیت دارد.